# Arroyo Ludueña

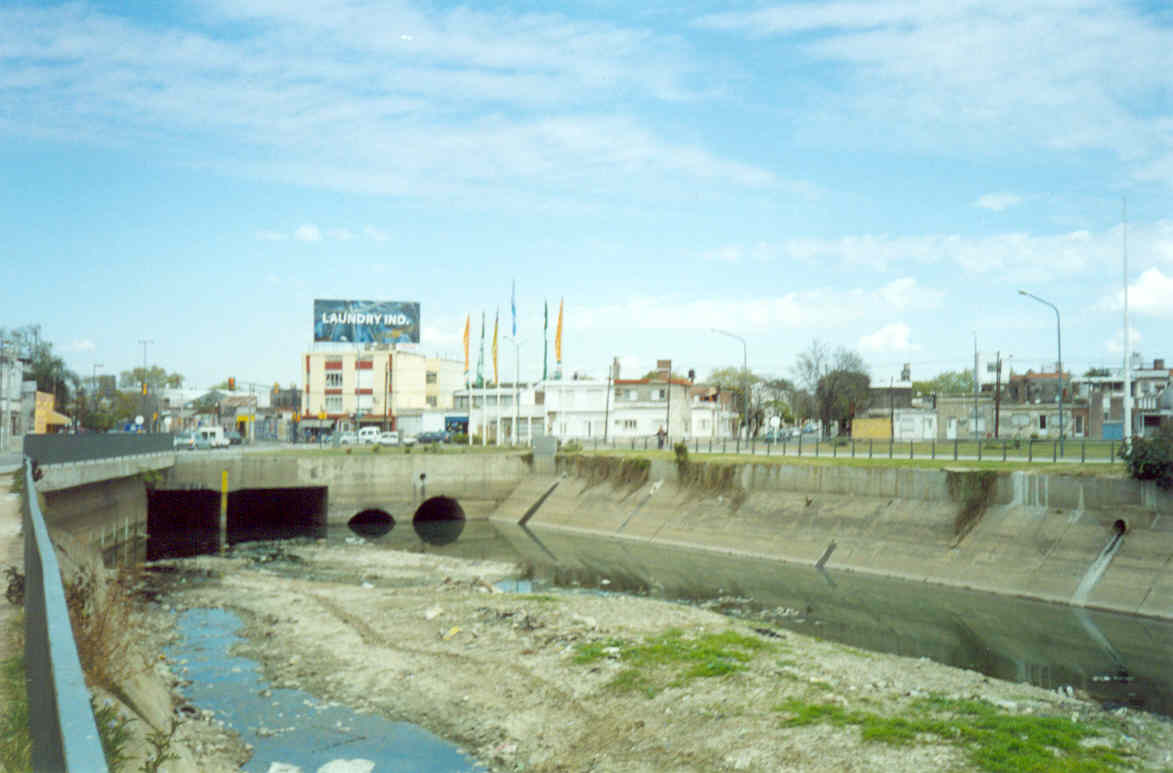
Salida de los caños de desagüe del Ludueña. La contaminación es grave, empeorada por el bajo nivel de las aguas.

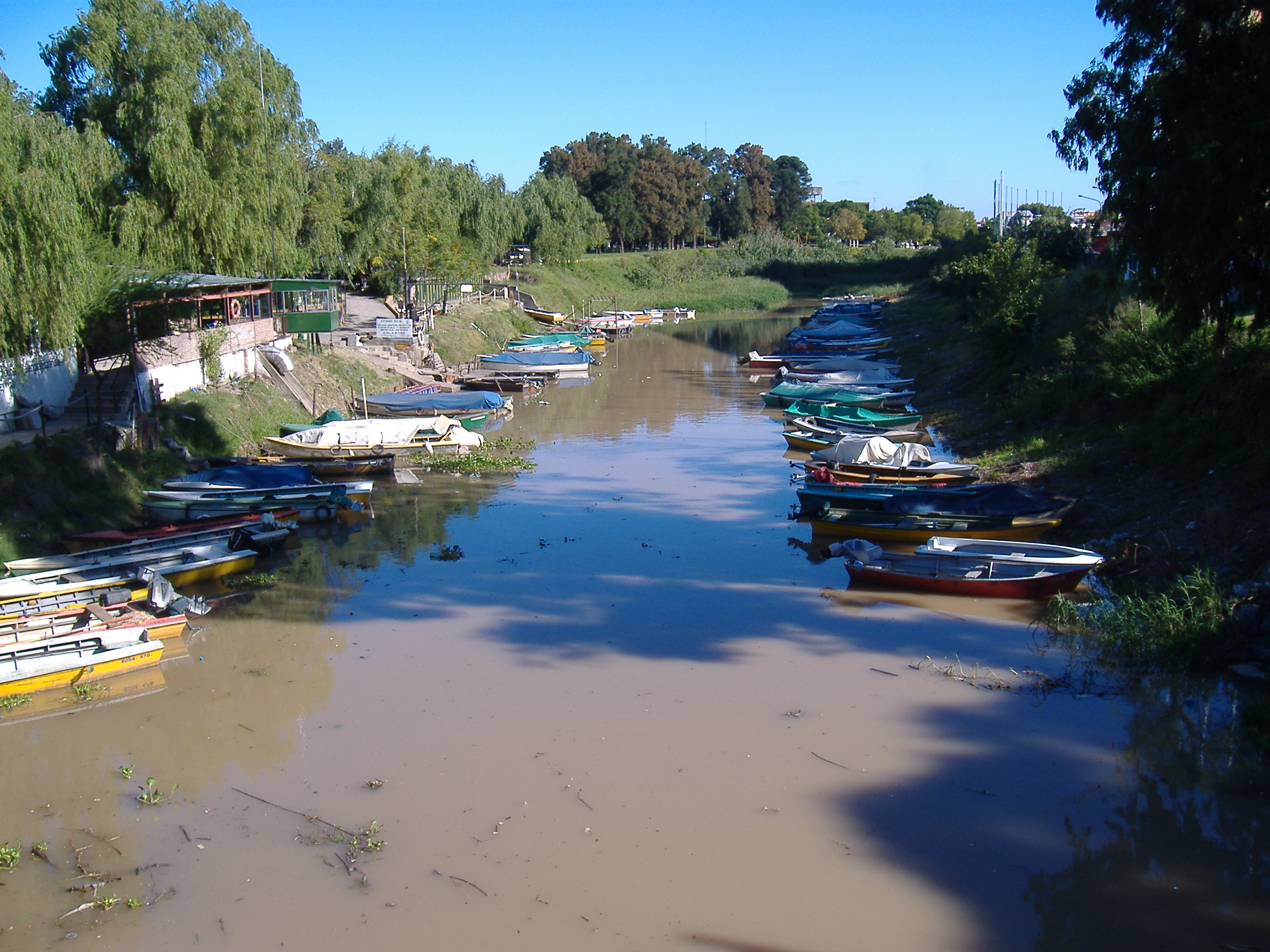
Desembocadura del Ludueña.

El arroyo Ludueña (antiguo Arroyo Salinas) es un cauce fluvial que nace como red de avenamiento, de 800 km², de campos de Rosario y de localidades aledañas (Pérez, Zavalla, Pujato, Funes, Roldán, San Jerónimo, Luis Palacios, Ricardone, Ibarlucea, y Aldao).
Este arroyo desemboca en el río Paraná a la altura del barrio Arroyito de la ciudad de Rosario.
Tiene 19 km de extensión, incluyendo sus tributarios. La Municipalidad de Rosario, ha previsto la generación del Parque Habitacional Ludueña.
Debido a las constantes inundaciones con sus consecuentes daños provocados a los habitantes de la ciudad de Rosario, se construyó una represa retardatoria, de tierra (y refuerzos de hormigón armado), que ayuda a retardar los caudales de aguas provenientes de las lluvias torrenciales.
Durante 2009, se reacondicionaron los taludes, vandalizados por el tránsito de vehículos tetraciclos de turismo.
Durante un tramo de 1,5 km ―al atravesar la región norte de la ciudad de Rosario― el arroyo se encuentra entubado. El entubamiento tiene una sección de 74 m² (9,7 m de diámetro) y finaliza en el Parque Alem (en el barrio Arroyito).
En una parte de su recorrido sirve como límite natural entre los municipios de Rosario y de Funes.